# 新船長の航海事件日誌
『新船長の航海事件日誌』（しんせんちょうのこうかいじけんにっし）は、2006年7月8日にテレビ朝日系の2時間ドラマ「土曜ワイド劇場」（土曜 21:00 - 22:51）で放送されたテレビドラマ。主演は船越英一郎。

## 概要
1988年から2002年までに13作品が放送された『高橋英樹の船長シリーズ』を受け継ぎ2006年に放送された。なお、サブタイトルが「超豪華客船殺人航路 金華山沖に謎の水死体 妖しい函館の女 表の顔と裏の顔」とあるが、実際には長距離路線フェリーである太平洋フェリー「きそ」にて撮影された。
視聴率は13.9%（関東地区、ビデオリサーチ調べ）。
函館朝市、金森赤レンガ倉庫、函館市臨海研究所（日露商事）、ガーデンハウス CHA CHAなどで撮影された。

## キャスト
- 川上要一（船長） - 船越英一郎
- 和田蛍（三等航海士） - 木内晶子
- 水島美知（拓次の娘） - 遊井亮子
- 上田泰三（政治家） - 伊藤孝雄
- 砂田省平（日露商事社長） - 本田博太郎
- 湯川成人（事務長） - 藤田宗久
- 井崎明生（一等航海士） - 松永博史
- 大西健（二等航海士） - 南雲勝郎
- 定松五郎（甲板長） - 北川勝博
- 植木一雄（シェフ） - 瀬戸陽一朗
- 花山隆（甲板員） - 平泉陽太
- 太平洋フェリー所長 - 笠井一彦
- 門永年男（要一の飲み仲間） - でんでん
- 水島拓次（船主） - 笹野高史
- 山村達也（用心棒） - 安藤彰則
- 松坂邦夫（日本農水振興会所長） - 伊藤高
- 古谷圭二（日本農水振興会職員） - 中村嘉夫
- タンゴダンサー - 干うらら 平出由紀子
- 寿司屋のおやじ - 菅原大吉
- 岸川吾朗（アサの息子） - 武智健二
- 大里隆夫（代議士秘書） - 菊池隆志[1]
- 北山敏哉 - サイ・ホージン[2]
- 岸川アサ - 草村礼子
- 岸川清見（川上の同級生・吾朗（故人）の嫁） - 原日出子
- 高杉英雄（川上の先輩船長） - 高橋英樹（友情出演）

## スタッフ
- 原作 - 今井泉
- 脚本 - 柴英三郎
- 音楽 - 坂田晃一
- 監督 - 池広一夫
- プロデューサー - 三輪祐見子（テレビ朝日）、池ノ上雄一（東映）、東一盛（東映）、金丸哲也（東映）、塙淳一
- 制作 - テレビ朝日、東映